# The Doobie Brothers
The Doobie Brothers jsou americká rocková hudební skupina, která vznikla v roce 1970 v San José v Kalifornii. V 70. letech 20. století byla jednou z nejpopulárnějších kalifornských skupin. Za téměř 40 let svého působení se ve skupině vystřídalo mnoho hudebníku, v dnešní osmičlenné sestavě vystupují Tom Johnston (kytara, klávesy, harmonika, zpěv), Patrick Simmons (kytara, banjo, flétna, zpěv), John McFee (kytara, harmonika, dobro, housle, zpěv) , John Cowan (basová kytara, zpěv), Guy Allison (klávesy, doprovodný zpěv), Marc Russo (saxofon), Ed Toth (bicí) a Tony Pia (bicí, perkuse).
Zvuk kapely se vyvinul z počátečního a jemnějšího hippie a boogie stylu k více rockové hudbě, zejména ke stylům country a root rocku se znatelným vlivem soulu. Od svého vzniku vydala kapela 13 studiových alb, z nichž mnohá získala ocenění zlaté či platinové desky. Mezi nejznámější hity patří „Listen to the Music“, „China Groove“, „Long Train Runnin' “, „Black Water“ a „What a Fool Believes“, které jsou označovány za celosvětovou klasiku, přičemž poslední dvě jmenované v letech 1975, respektive 1979, dobyly vrchol amerického žebříčku Billboard Hot 100, celkem se do této hitparády umístilo 26 hitů kapely. Nejnovějším albem je World Gone Crazy, které vyšlo v roce 2010.
V pětiletém období mezi lety 1982 až 1987 byla skupina neaktivní. Po roce 1987 skupina vystupovala na několika koncertech a znovu obnovila činnost, což potvrdila studiovým albem Cycles v roce 1989. 12. března 2012 zemřel dlouholetý člen kapely, bubeník Michael Hossack.

## Historie

### Vznik a první léta (1970-1975)
Historie kapely sahá až do roku 1969, kdy bubeník John Hartman a zpěvák Tom Johnston založili skupinu Pud pod záštitou kapely Moby Grape, jejíž frontman Skip Spence tyto dva muzikanty seznámil a občas s nimi vystupoval v jejich kapele. Skupina Pud vystupovala v okolí San José jako trio (společně s baskytaristou Gregem Murphym), někdy spolupracovala s dechovým souborem.
V roce 1970 se ke kapele připojil baskytarista Dave Shorgen a kytarista Patrick Simmons. Simmons, který již za sebou měl několik let sólové kariéry a také hrál v jiných skupinách, svým stylem hraní dobře doplnil R&B styl Tima Johnstona. Čtveřice se poté rozhodla přejmenovat skupinu na The Doobie Brothers.

## Členové kapely
| 1970–1971                | - Tom Johnston – kytara, klávesy, harmonika, zpěv - Patrick Simmons – kytara, banjo, flétna, zpěv - Dave Shogren – basová kytara, kytara, doprovodný zpěv - John Hartman – bicí, perkuse, doprovodný zpěv |
| 1971–1972                | - Tom Johnston – kytara, klávesy, harmonika, zpěv - Patrick Simmons – kytara, banjo, flétna, zpěv - Dave Shogren – basová kytara, kytara, doprovodný zpěv - Michael Hossack – bicí, perkuse - John Hartman – bicí, perkuse, doprovodný zpěv |
| 1972–1973                | - Tom Johnston – kytara, klávesy, harmonika, zpěv - Patrick Simmons – kytara, banjo, flétna, zpěv - Tiran Porter – basová kytara, zpěv - Michael Hossack – bicí, perkuse - John Hartman – bicí, perkuse, doprovodný zpěv |
| 1973–1974                | - Tom Johnston – kytara, klávesy, harmonika, zpěv - Patrick Simmons – kytara, banjo, flétna, zpěv - Tiran Porter – basová kytara, zpěv - Keith Knudsen – bicí, perkuse, zpěv - John Hartman – bicí, perkuse, doprovodný zpěv |
| 1974–1975                | - Tom Johnston – kytara, klávesy, harmonika, zpěv - Patrick Simmons – kytara, banjo, flétna, zpěv - Jeff "Skunk" Baxter – kytara, doprovodný zpěv - Tiran Porter – basová kytara, zpěv - Keith Knudsen – bicí, perkuse, zpěv - John Hartman – bicí, perkuse, doprovodný zpěv |
| 1975–1977                | - Tom Johnston – kytara, klávesy, harmonika, zpěv (zmeškal většinu turné v roce 1975 a podzimní turné roku 1976) - Patrick Simmons – kytara, banjo, flétna, zpěv - Jeff "Skunk" Baxter – kytara, doprovodný zpěv - Tiran Porter – basová kytara, zpěv - Michael McDonald – klávesy, syntezátor, zpěv - Keith Knudsen – bicí, perkuse, zpěv - John Hartman – bicí, perkuse, doprovodný zpěv |
| 1977–1979                | - Patrick Simmons – kytara, banjo, flétna, zpěv - Jeff "Skunk" Baxter – kytara, doprovodný zpěv - Tiran Porter – basová kytara, zpěv - Michael McDonald – klávesy, syntezátor, zpěv - Keith Knudsen – bicí, perkuse, zpěv - John Hartman – bicí, perkuse, doprovodný zpěv - Bobby LaKind – perkuse, doprovodný zpěv |
| 1979–1980                | - Patrick Simmons – kytara, banjo, flétna, zpěv - John McFee – kytara, housle, zpěv - Tiran Porter – basová kytara, zpěv - Michael McDonald – klávesy, syntezátor, zpěv - Keith Knudsen – bicí, perkuse, zpěv - Chet McCracken – bicí, perkuse - Cornelius Bumpus – saxofon, flétna, klávesy, zpěv |
| 1980–1982                | - Patrick Simmons – kytara, banjo, flétna, zpěv - John McFee – kytara, housle, zpěv - Willie Weeks – basová kytara, doprovodný zpěv - Michael McDonald – klávesy, syntezátor, zpěv - Keith Knudsen – bicí, perkuse, zpěv - Chet McCracken – bicí, perkuse - Bobby LaKind – perkuse, doprovodný zpěv - Cornelius Bumpus – saxofon, flétna, klávesy, zpěv |
| 1982–1987                | Skupina nevystupovala |
| 1987 (včetně října 1992) | - Tom Johnston – kytara, klávesy, harmonika, zpěv - Patrick Simmons – kytara, banjo, flétna, zpěv - Jeff "Skunk" Baxter – kytara, doprovodný zpěv - John McFee – kytara, housle, zpěv - Tiran Porter – basová kytara, zpěv - Michael McDonald – klávesy, syntezátor, zpěv - Keith Knudsen – bicí, perkuse, zpěv - Michael Hossack – bicí, perkuse - John Hartman – bicí, perkuse, doprovodný zpěv - Chet McCracken – bicí, perkuse - Bobby LaKind – perkuse, doprovodný zpěv - Cornelius Bumpus – saxofon, flétna, klávesy, zpěv |
| 1988–1989                | - Tom Johnston – kytara, klávesy, harmonika, zpěv - Patrick Simmons – kytara, banjo, flétna, zpěv - Tiran Porter – basová kytara, zpěv - Michael Hossack – bicí, perkuse - John Hartman – bicí, perkuse, doprovodný zpěv - Bobby LaKind – perkuse, doprovodný zpěv - Dale Ockerman – klávesy, guitar, doprovodný zpěv |
| 1989–1990                | - Tom Johnston – kytara, klávesy, harmonika, zpěv - Patrick Simmons – kytara, banjo, flétna, zpěv - Tiran Porter – basová kytara, zpěv - Michael Hossack – bicí, perkuse - John Hartman – bicí, perkuse, doprovodný zpěv - Dale Ockerman – klávesy, guitar, zpěv - Jimi Fox – perkuse, doprovodný zpěv - Richard Bryant – perkuse, zpěv - Cornelius Bumpus – saxofon, klávesy, flétna, zpěv |
| 1990–1991                | - Tom Johnston – kytara, klávesy, harmonika, zpěv - Patrick Simmons – kytara, banjo, flétna, zpěv - Tiran Porter – basová kytara, zpěv - Michael Hossack – bicí, perkuse - John Hartman – bicí, perkuse doprovodný zpěv - Dale Ockerman – klávesy, guitar, doprovodný zpěv - Jimi Fox – perkuse, doprovodný zpěv - Richard Bryant – perkuse, zpěv |
| 1991–1992                | - Tom Johnston – kytara, klávesy, harmonika, zpěv - Patrick Simmons – kytara, banjo, flétna, zpěv - Tiran Porter – basová kytara, zpěv - Michael Hossack – bicí, perkuse - John Hartman – bicí, perkuse, doprovodný zpěv - Dale Ockerman – klávesy, guitar, doprovodný zpěv |
| 1993                     | - Tom Johnston – kytara, klávesy, harmonika, zpěv - Patrick Simmons – kytara, banjo, flétna, zpěv - John McFee – kytara, housle, zpěv - Willie Weeks – basová kytara, doprovodný zpěv - Michael Hossack – bicí, perkuse - Keith Knudsen – bicí, perkuse, zpěv - Dale Ockerman – klávesy, guitar, doprovodný zpěv - Cornelius Bumpus – saxofon, flétna, klávesy, zpěv |
| 1993–1995                | - Tom Johnston – kytara, klávesy, harmonika, zpěv - Patrick Simmons – kytara, banjo, flétna, zpěv - John McFee – kytara, housle, zpěv - Michael Hossack – bicí, perkuse - Keith Knudsen – bicí, perkuse, zpěv - John Cowan – basová kytara, doprovodný zpěv - Dale Ockerman – klávesy, guitar, doprovodný zpěv - Danny Hull – saxofon, harmonika, klávesy, doprovodný zpěv |
| 1995                     | - Tom Johnston – kytara, klávesy, harmonika, zpěv - Patrick Simmons – kytara, banjo, flétna, zpěv - Michael McDonald – klávesy, syntezátor, zpěv - Bernie Chiravalle – guitar, doprovodný zpěv - Chet McCracken – bicí, perkuse - Keith Knudsen – bicí, perkuse, zpěv - Skylark – basová kytara, zpěv - Dale Ockerman – klávesy, guitar, doprovodný zpěv - Cornelius Bumpus – saxofon, flétna, klávesy, zpěv |
| 1996–1998                | - Tom Johnston – kytara, klávesy, harmonika, zpěv - Patrick Simmons – kytara, banjo, flétna, zpěv - John McFee – kytara, housle, zpěv - Michael Hossack – bicí, perkuse - Keith Knudsen – bicí, perkuse, zpěv - Michael McDonald – klávesy, syntezátor, zpěv (speciální host pro koncertní album Rockin’ Down the Highway: The Wildlife Concert) - Skylark – basová kytara, zpěv - Danny Hull – saxofon, harmonika, klávesy, doprovodný zpěv - Guy Allison – klávesy, doprovodný zpěv                                            |
| 1998–2001                | - Tom Johnston – kytara, klávesy, harmonika, zpěv - Patrick Simmons – kytara, banjo, flétna, zpěv - John McFee – kytara, housle, zpěv - Michael Hossack – bicí, perkuse - Keith Knudsen – bicí, perkuse, zpěv - Skylark – basová kytara, zpěv - Guy Allison – klávesy, doprovodný zpěv - Marc Russo – saxofon |
| 2001–2002                | - Tom Johnston – kytara, klávesy, harmonika, zpěv - Patrick Simmons – kytara, banjo, flétna, zpěv - John McFee – kytara, housle, zpěv - Keith Knudsen – bicí, perkuse, zpěv - Skylark – basová kytara, zpěv - Guy Allison – klávesy, doprovodný zpěv - M. B. Gordy – bicí, perkuse - Marc Russo – saxofon |
| 2002                     | - Tom Johnston – kytara, klávesy, harmonika, zpěv - Patrick Simmons – kytara, banjo, flétna, zpěv - John McFee – kytara, housle, zpěv - Michael Hossack – bicí, perkuse - Keith Knudsen – bicí, perkuse, zpěv - Skylark – basová kytara, zpěv - Guy Allison – klávesy, doprovodný zpěv - M. B. Gordy – bicí, perkuse - Ed Wynne – saxofon |
| 2002–2005                | - Tom Johnston – kytara, klávesy, harmonika, zpěv - Patrick Simmons – kytara, banjo, flétna, zpěv - John McFee – kytara, housle, zpěv - Michael Hossack – bicí, perkuse - Keith Knudsen – bicí, perkuse, zpěv - Skylark – basová kytara, zpěv - Guy Allison – klávesy, doprovodný zpěv - M. B. Gordy – bicí, perkuse - Marc Russo – saxofon |
| 2005–2010                | - Tom Johnston – kytara, klávesy, harmonika, zpěv - Patrick Simmons – kytara, banjo, flétna, zpěv - John McFee – kytara, housle, zpěv - Michael Hossack – bicí, perkuse - Michael McDonald – klávesy, syntezátor, zpěv (speciální host pouze pro rok 2006) - Skylark – basová kytara, zpěv - Guy Allison – klávesy, doprovodný zpěv - Ed Toth – bicí, perkuse - Marc Russo – saxofon |
| 2010–2012                | - Tom Johnston – kytara, klávesy, harmonika, zpěv - Patrick Simmons – kytara, banjo, flétna, zpěv - John McFee – kytara, housle, zpěv - John Cowan - basová kytara, doprovodný zpěv - Guy Allison – klávesy, doprovodný zpěv - Michael Hossack – bicí (zemřel 12. března 2012) - Tony Pia – bicí, perkuse - Marc Russo – saxofon - Ed Toth – bicí |
| 2012-současnost          | - Tom Johnston – kytara, klávesy, harmonika, zpěv - Patrick Simmons – kytara, banjo, flétna, zpěv - John McFee – kytara, harmonika, dobro, pedal steelová kytara, housle, zpěv - John Cowan – basová kytara, zpěv - Guy Allison – klávesy, doprovodný zpěv - Marc Russo – saxofon - Ed Toth – bicí - Tony Pia – bicí, perkuse |

### Hosté a náhradníci
- Michael McDonald – klávesy/syntezátor/zpěv 1992 (dvě akce), turné roku 1995 (McDonald se objevil na několika vystoupeních jako speciální host)
- Chet McCracken – bicí/perkuse 1993 (nahradil Hossacka v červenci), 1995 (nahradil Knudsena)
- Andy Newmark – bicí, perkuse (nahradil Knudsena v roce 1981)
- Bernie Chiaravalle – kyatara/doprovodný zpěv (turné v roce 1995)
- Bill Payne – klávesy (krátce vystupoval na turné z počátku roku 1974)
- Ed Wynne – saxofon (2002)
- Tony Pia – bicí, perkuse (naradil Hossacka po roce 2010)

## Diskografie
- The Doobie Brothers (1971)
- Toulouse Street (1972)
- The Captain and Me (1973)
- What Were Once Vices Are Now Habits (1974)
- Stampede (1975)
- Takin' It to the Streets (1976)
- Livin' on the Fault Line (1977)
- Minute by Minute (1978)
- One Step Closer (1980)
- Cycles (1989)
- Brotherhood (1991)
- Sibling Rivalry (2000)
- World Gone Crazy (2010)
- Southbound (2014)